# Katalpa (biljna vrsta)
Katalpa (Cigaraš, južnjačka katalpa; lat. Catalpa bignonioides) je listopadno drvo iz porodice Bignoniaceae. Raste u SAD (savezne države Alabama, Florida, Georgia, Louisiana, i Mississippi).  Zovu je i južnom katalpom, drvo cigara, te indijanska mahuna. Kod nas se koristi u hortikulturi. 

## Opis
Listopadno stablo koje naraste do 18 metara visine, kora stabla siva, kod odraslih primjeraka raspucana, listovi srcoliki, veliki(do 30 cm), cvijet trubast, bijel, u grozdovima od 20-40 cvjetova, plodovi duge mahune, slične tankim cigarama.

## Ime
Ime cigaraš dobilo je po svojim mahunama, ali također označava i štetnika vinove loze latinski nazivanog Byctiscus betulae.

## Uporaba u narodnoj medicni
Čaj od kore koristio se kao antiseptik,kao protivotrov kod ugriza zmija,kao laksativ,sedativ i vermifug.Kora se koristila i kao zamjena za kinin,protiv malarije.Listovi su korišteni kao oblog za rane i ogrebotine.Čaj od sjemenki korišten je kod astme i bronhitisa.